# Monumento alla Repubblica
Il Monumento alla Repubblica (in turco Cumhuriyet Anıtı) è un celebre monumento situato in Piazza Taksim a Istanbul, in Turchia, per commemorare la formazione della Repubblica turca nel 1923.
Progettato dallo scultore italiano Pietro Canonica e costruito in due anni e mezzo con il sostegno finanziario della popolazione, fu inaugurato dal dottor Hakkı Şinasi Pascià l'8 agosto 1928.
Il monumento, alto 11 metri, raffigura i fondatori della Repubblica turca, con rappresentazioni di spicco di Mustafa Kemal Atatürk, İsmet İnönü e Fevzi Çakmak. Il monumento ha due lati: il lato rivolto a nord raffigura Atatürk in uniforme militare durante la Guerra d'Indipendenza turca, mentre il lato rivolto a sud (verso İstiklal Caddesi) raffigura Atatürk e i suoi compagni vestiti con abiti occidentali moderni; il primo simboleggia il suo ruolo di comandante in capo militare, il secondo il suo ruolo di statista.
Semyon Ivanovich Aralov, ambasciatore della RFSF russa ad Ankara durante la guerra d'indipendenza turca, è tra il gruppo di persone alle spalle di Atatürk (la sua figura indossa un berretto e si trova dietro İsmet İnönü, sulla facciata meridionale del monumento). La sua presenza nel monumento, voluta da Atatürk, sottolinea l'aiuto finanziario e militare inviato da Lenin nel 1920, durante la guerra d'indipendenza turca (1919-1922).
Cumhuriyet Anıtı è un sito importante, dove si svolgono le cerimonie ufficiali delle festività nazionali.